# Thomas Prager
Pour les articles homonymes, voir Prager.
Thomas Prager est un footballeur international autrichien, né le 13 septembre 1985 à Vienne (Autriche). Il occupe actuellement le poste de milieu à  Énosis Néon Paralímni.

## Biographie

### International
Le 23 mai 2006, il effectue sa première sélection en équipe d'Autriche, lors du match Autriche - Croatie à Stade Ernst Happel (défaitait 1-4).

## Statistiques

### En club
| Saison  | Club          | Pays     | Division     | Championnat | Championnat | Coupes d’Europe | Coupes d’Europe | Coupes d’Europe |
| Saison  | Club          | Pays     | Division     | Matchs      | Buts        | Type            | Matchs          | Buts            |
| ------- | ------------- | -------- | ------------ | ----------- | ----------- | --------------- | --------------- | --------------- |
| 2003-04 | SC Heerenveen | Pays-Bas | Eredivisie   | 3           | 0           | /               | 0               | 0               |
| 2004-05 | SC Heerenveen | Pays-Bas | Eredivisie   | 4           | 0           | C3              | 1               | 0               |
| 2005-06 | SC Heerenveen | Pays-Bas | Eredivisie   | 15          | 0           | C3              | 1               | 0               |
| 2006-07 | SC Heerenveen | Pays-Bas | Eredivisie   | 21          | 0           | C3              | 4               | 0               |
| 2007-08 | SC Heerenveen | Pays-Bas | Eredivisie   | 15          | 1           | C3              | 2               | 0               |
| 2008-09 | LASK Linz     | Autriche | Bundesliga   | 19          | 0           | /               | 0               | 0               |
| 2009-10 | LASK Linz     | Autriche | Bundesliga   | 33          | 9           | /               | 0               | 0               |
| 2010-11 | FC Lucerne    | Suisse   | Super League | 18          | 0           | C3              | 2               | 0               |
| 2011-12 | Rapid Vienne  | Autriche | Bundesliga   | 5           | 0           | /               | 0               | 0               |
| Total   | Total         | Pays-Bas | Eredivisie   | 58          | 1           |                 | 8               | 0               |
| Total   | Total         | Autriche | Bundesliga   | 57          | 9           |                 | 0               | 0               |
| Total   | Total         | Suisse   | Super League | 18          | 0           |                 | 2               | 0               |

### En sélection nationale
| Sélection  | Année | Matchs | Buts |
| ---------- | ----- | ------ | ---- |
| Autriche A | 2006  | 6      | 1    |
| Autriche A | 2007  | 6      | 0    |
| Autriche A | 2008  | 1      | 0    |
| Autriche A | 2009  | 1      | 0    |
| Total      | Total | 14     | 1    |

### Buts en sélection
| Buts en sélection de Thomas Prager | Buts en sélection de Thomas Prager | Buts en sélection de Thomas Prager       | Buts en sélection de Thomas Prager | Buts en sélection de Thomas Prager | Buts en sélection de Thomas Prager | Buts en sélection de Thomas Prager |
|                                    | Date                               | Lieu                                     | Adversaire                         | Score                              | Résultat                           | Compétition                        |
| ---------------------------------- | ---------------------------------- | ---------------------------------------- | ---------------------------------- | ---------------------------------- | ---------------------------------- | ---------------------------------- |
| 1.                                 | 6 octobre 2006                     | Rheinpark Stadion, Vaduz (Liechtenstein) | Liechtenstein                      | 2-1                                | 2-1                                | Match amical                       |

NB : Les scores sont affichés sans tenir compte du sens conventionnel en cas de match à l'extérieur (Autriche-Adversaire)